# Ventilationsplåtslagare
Ventilationsplåtslagare är ett yrke som en specialiserad plåtslagare. En ventilationsplåtslagare installerar ventilationssystem i byggnader och är en viktig del i att skapa ett bra inneklimat. Det innebär montering av kanaler, fläktar och aggregat, både fabrikstillverkat och egentillverkat i verkstaden. Service och underhåll samt funktionskontroller ingår också i arbetet. En ventilationsplåtslagare ägnar sig åt att förbättra inomhusklimatet samt bygga energieffektiva byggnader.

## Utbildning
Det finns tre sätt att utbilda sig till ventilationsplåtslagare:
1. Gymnasieskolans treåriga byggprogram, i årskurs två väljer man plåtslageri som inriktning och kurser som riktar sig mot ventilation. Efter utbildningen följer 2,5 år som lärling.
2. Om ens gymnasieskola inte har egen plåtslageriutbildning kan man genom praktik i företag och av branschen godkänd utbildare ändå utbilda dig till ventilationsplåtslagare utan att byta skola.
3. Företagslärlingar blir anställda och utbildas dels på företaget och dels på Plåt & Ventbyråns Branschskola i Katrineholm. Denna utbildningsform tar 4 år.

För samtliga utbildningsvägar måste man klara ett examensprov för att få sitt yrkesbevis.
Utöver att ta ett yrkesbevis kan man även bli certifierad ventilationsmontör. 